# Agaue hispida
Agaue hispida is een mijtensoort uit de familie van de Halacaridae. De wetenschappelijke naam van de soort is voor het eerst geldig gepubliceerd in 1893 door Lohmann.